# أندريا كليكوفاتش
أندريا كليكوفاتش مواليد 5 مايو 1991 في بودغوريتسا، جمهورية يوغوسلافيا الاشتراكية الاتحادية، هي لاعبة كرة يد مونتينيغرية تلعب كظهير أيمن. مثلت منتخب الجبل الأسود لكرة اليد للسيدات. شاركت في دورة الألعاب الأولمبية الصيفية سنة 2016. حققت المركز الأول في بطولة أوروبا لكرة اليد للسيدات 2012.

## سجل المنافسة
شاركت في البطولات التالية:
- الألعاب الأولمبية الصيفية 2016
- بطولة العالم لكرة اليد للسيدات 2013
- بطولة العالم لكرة اليد للسيدات 2015
- بطولة أوروبا لكرة اليد للسيدات 2012
- بطولة أوروبا لكرة اليد للسيدات 2014

## الميداليات
| الميدالية | المسابقة                            |
| --------- | ----------------------------------- |
| ذهبية     | بطولة أوروبا لكرة اليد للسيدات 2012 |

## روابط خارجية
- أندريا كليكوفاتش على موقع الاتحاد الأوروبي لكرة اليد (الإنجليزية)
- أندريا كليكوفاتش على موقع اللجنة الأولمبية الدولية (الإنجليزية)
- أندريا كليكوفاتش على موقع أوليمبيديا (الإنجليزية)